# 2.5G
2.5G是夾在2G與3G中間、手機通訊技術規格的過渡期。用來形容比2G連線快速、但又慢於3G的一種通訊技術規格。
2.5G系統能夠提供一些在3G才有的特別功能，如包交换技術。也能共享2G所開發出來的TDMA與CDMA規格。最常見的2.5G系統就是GPRS系統；GPRS系統的正式中文譯為「整體封包無線電服務技術」。
另外還有一些通信系統的草案协议。包括了cdmaOne的升級版CDMA2000 1xRTT、和GSM規格的升級版EDGE。它們已具有3G標準的1秒達144Kbit的速度，但這已經是它們的極限，而真正的3G速度是以Mbit計算的，故只能將它們列為2.5G。